# 求知报
《求知报》创刊于1985年，为教辅类周刊，是面向中国全国发行的教辅类报刊，天津市创办最早的教育教辅类报刊，由天津教育出版社主办，根据年级与学科的不同，内容亦不同。